# Ranatovce
Ranatovce (izvirno srbsko Ранатовце) je naselje v Srbiji, ki upravno spada pod Občino Preševo; slednja pa je del Pčinjskega upravnega okraja.

## Demografija
V naselju živi 47 polnoletnih prebivalcev, pri čemer je njihova povprečna starost 32,8 let (33,5 pri moških in 32,0 pri ženskah). Naselje ima 13 gospodinjstev, pri čemer je povprečno število članov na gospodinjstvo 5,00.
|  |

| Demografija | Demografija     | Demografija     |
| Leto        | Št. prebivalcev | Št. prebivalcev |
| ----------- | --------------- | --------------- |
|             |                 |                 |
|             |                 |                 |
|             |                 |                 |
|             |                 |                 |
| 1948        | 138             |                 |
| 1953        | 163             |                 |
| 1961        | 190             |                 |
| 1971        | 196             |                 |
| 1981        | 148             |                 |
| 1991        | 246             | 245             |
| 2002        | 83              | 65              |
|             |                 |                 |

| Etnična sestava po popisu iz leta 2002 | Etnična sestava po popisu iz leta 2002 | Etnična sestava po popisu iz leta 2002 | Etnična sestava po popisu iz leta 2002 | Etnična sestava po popisu iz leta 2002 |
| -------------------------------------- | -------------------------------------- | -------------------------------------- | -------------------------------------- | -------------------------------------- |
| Albanci                                | Albanci                                |                                        | 64                                     | 98,46%                                 |
| Neznano                                | Neznano                                |                                        | 0                                      | 0,0%                                   |